# Mannersdorf (Herrschaft)
Die Herrschaft Mannersdorf (auch Scharfeneck zu Mannersdorf) war eine Grundherrschaft im Viertel unter dem Wienerwald im Erzherzogtum Österreich unter der Enns, dem heutigen Niederösterreich.

## Ausdehnung

Schloss Mannersdorf am Leithagebirge

Die Herrschaft umfasste zuletzt die Ortsobrigkeit über Mannersdorf, Sommerein, Hof und Au. Der Sitz der Verwaltung befand sich im Schloss Mannersdorf.

## Geschichte
Letzter Inhaber der Aviticalherrschaft war Kaiser Ferdinand I. Als Folge der Reformen 1848/1849 wurde die Herrschaft aufgelöst.